# Jean Labordère
Jean Labordère est un homme politique français, né le 26 janvier 1796 à Avesnes-sur-Helpe (Nord) et mort le 26 septembre 1883 à Montdidier (Somme). 

## Biographie
Avocat, procureur du roi à Clermont (Oise), puis maire de Montdidier, il devient ensuite juge suppléant à Beauvais puis président du tribunal civil d'Amiens. Partisan de la Monarchie de Juillet, il montre peu d'attachement à la République en 1848. Il est député de la Somme de 1848 à 1851, siégeant à droite avec les conservateurs. Il participe activement et se fait remarquer par son érudition jurisprudentielle dans les discussions sur la répression des délits de presse pendant l'état de siège, sur l'interdiction de publication des actes d'accusation dans les journaux avant le procès (proposition de Louis Blanc), sur les privilèges ouvriers, etc.

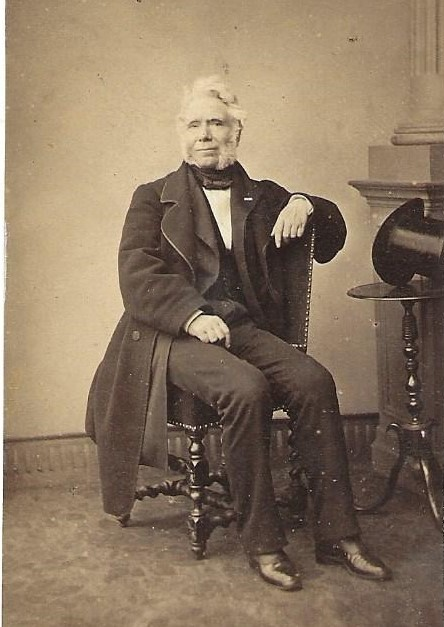
Jean Labordère vers 1870

Il devient ensuite avocat à la Cour de Cassation. En 1862, il cède sa charge à son dernier fils Gabriel (1838-1893). Ses deux autres fils sont Alfred Jean Ethelbert (1834, Beauvais - 1902, Plainoiseau), préfet du Jura et Jean-Marie-Arthur Labordère (1835, Beauvais - 1919, Paris) officier, révoqué de l'armée puis réintégré, élu sénateur puis député de la Seine et siégeant à l'extrême gauche.
Il existe une rue Jean-Labordère à Montdidier où il résidait jusqu'à son décès.

## Famille

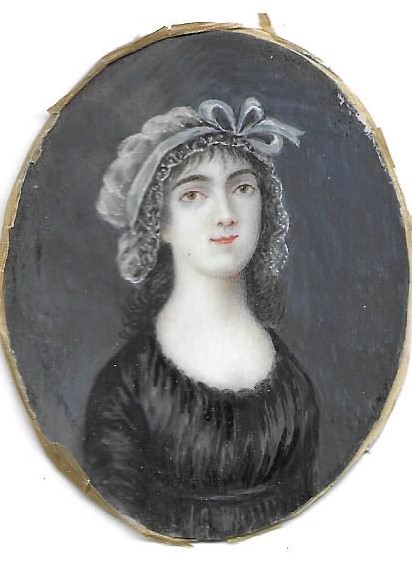
miniature d'Angélique Bosquillon du Fay, la mère de Jean Labordère, vers 20 ans

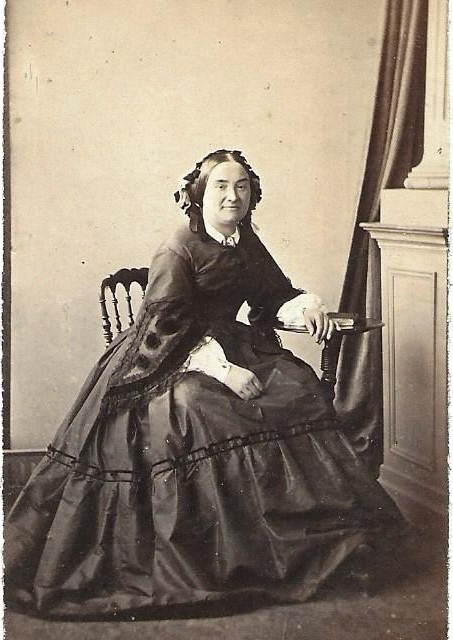
Hermance Labordère, née Ballin vers 1870

Fils de Jean Labordère, pharmacien militaire (1768-?), originaire de Miradoux et d'Angélique Adélaide Bosquillon du Fay (1770-1848), originaire de la Somme, il épouse, le 9 janvier 1833 à Montdidier, Hermance Rose Luglienne Ballin (1814, Montdidier - 1901, Montdidier) âgée de 19 ans. Son père résidait alors à Villeuve-d'Agen et n'était pas venu, mais le consentement au mariage de son fils de 36 ans était nécessaire à l'époque[réf. nécessaire] et est mentionné dans l'acte.

## Honneurs
- Chevalier de la Légion d'honneur (1er mai 1843)